# 찐 쑤언 투언
찐 쑤언 투언 (Trịnh Xuân Thuận, 1948년 8월 20일 ~ )은 베트남계 미국인 천체 물리학자이다.

## 생애
찐 쑤언 투언은 베트남 하노이에서 태어났다. 그는 캘리포니아 공과대학교에서 학사 학위를,  프린스턴 대학교에서 박사 학위를 취득했다. 그는 1976년부터 교수로 재직하고 있는 버지니아 대학교에서 천문학을 가르치고 있으며 파리 천체 물리학 연구소의 연구원이다. 그는 국제 과학 및 종교 협회의 창립 회원이다.
찐 쑤언 투언은 과학 대중화에 기여한 공로로 2009년 유네스코의 칼링가 상을 수상했다. 그는 부바네스와르에서 열린 제99회 인도 과학 회의 에서 칼링가 석좌 상을 받았다. 2012년에는 프랑스 학술원으로부터 Prix mondial Cino Del Duca를 수상했다. 이 상은 현대 휴머니즘의 메시지를 구성하는 문학적 또는 과학적 작품의 작가를 표창하는 것이다. 그의 관심 분야는 외부은하 천문학과 은하의 형성이다. 그의 연구는 은하의 진화와 우주의 화학적 구성, 밀집한 청색 왜소 은하에 초점을 맞추고 있다.

## 일반 독자를 위한 책
- 1992. Le destin de l'univers : Le big bang, et après, collection « Découvertes Gallimard » (nº 151), série Sciences et techniques. Paris: Éditions Gallimard.
  - 1993. 영국 판 – 《The Changing Universe: Big Bang and After》, 'New Horizons' series. London: Thames & Hudson.
  - 1993. 미국 판 – 《The Birth of the Universe: The Big Bang and After》, "Abrams Discoveries" series. New York: Harry N. Abrams.
- 1994. 《The Secret Melody》.
- 2000. 《Chaos and Harmony》.
- 2001. 《The Quantum and the Lotus》. (with Matthieu Ricard)
- 2008. 《Voyage au cœur de la lumière》, collection « Découvertes Gallimard » (nº 527), série Sciences et techniques. Paris: Éditions Gallimard.